# Mount Gniewek
Mount Gniewek är ett berg i Antarktis. Det ligger i Östantarktis. Australien gör anspråk på området. Toppen på Mount Gniewek är 2 278 meter över havet, eller 83 meter över den omgivande terrängen. Bredden vid basen är 1,2 km. Mount Gniewek ingår i Conway Range.
Terrängen runt Mount Gniewek är huvudsakligen kuperad, men åt nordväst är den platt. Trakten är obefolkad. Det finns inga samhällen i närheten. 